# 济宁二号煤矿
济宁二号煤矿是山东能源集团下属煤矿， 位于济东煤田的北部。

## 历史
- 1989年开始兴建
- 1997年开始商业生产
- 设计年产量为400万吨。

## 煤层状态
主采煤层为一层，平均厚度为6.78米，其余分为两个分层，上分层平均厚度为2.1米，下分层平均厚度为4.68米。

## 采煤工艺
采用长壁开采法
- 注：山东能源集团下属其它煤矿主要采用的综采放顶煤开采法开始于兴隆庄煤矿。

## 煤炭储量
截至2004年12月31日，已探明及推定总储量约为4.32亿吨。